# Jeffry Romero
Jeffry Johan Romero Corredor (Sogamoso, 4 oktober 1989) is een Colombiaans wielrenner die anno 2016 rijdt voor Boyacá Raza de Campeones.

## Overwinningen
2005
 Colombiaans kampioen op de weg, Nieuwelingen
2008
5e etappe Ronde van Guatemala
2009
2e etappe Ronde van Boyacá
2010
Proloog en 1e etappe Clasica del Meta
Eindklassement Clasica del Meta
3e etappe Ronde van Boyacá
2011
3e etappe Ronde van Boyacá
2014
2e etappe Ronde van Colombia

## Resultaten in voornaamste wedstrijden
| Jaar | Ronde van Italië | Ronde van Frankrijk | Ronde van Spanje |
| ---- | ---------------- | ------------------- | ---------------- |
| 2012 |                  |                     |                  |
| 2013 |                  |                     |                  |
| 2014 | 149e             |                     |                  |

| Jaar | Milaan-San Remo | Ronde van Lombardije | Waalse Pijl | Brabantse Pijl | Parijs-Brussel |
| ---- | --------------- | -------------------- | ----------- | -------------- | -------------- |
| 2012 | 121e            | opgave               | 112e        | opgave         | 15e            |
| 2013 |                 | opgave               |             |                |                |
| 2014 |                 |                      | opgave      | 13e            |                |

## Ploegen
- 2008 –  Colombia es Pasión-Coldeportes
- 2009 –  Boyacá es Para Vivirla
- 2011 –  SP Tableware (vanaf 1-6)
- 2012 –  Colombia-Coldeportes
- 2013 –  Colombia
- 2014 –  Colombia
- 2016 –  Boyacá Raza de Campeones

Bothia · Chaparro · Cruz · Cubides · Diagama · Flórez · García · Gómez · Mancipe · Ochoa · Ortega · C.Parra · H.Parra · M.Rodríguez · W.Rodríguez · Romero